# Parvillers-le-Quesnoy
Parvillers-le-Quesnoy is een gemeente in het Franse departement Somme (regio Hauts-de-France) en telt 221 inwoners (1999). De plaats maakt deel uit van het arrondissement Montdidier.

## Geografie
De oppervlakte van Parvillers-le-Quesnoy bedraagt 9,5 km², de bevolkingsdichtheid is 23,3 inwoners per km².
De onderstaande kaart toont de ligging van Parvillers-le-Quesnoy met de belangrijkste infrastructuur en aangrenzende gemeenten.

## Demografie
Onderstaande figuur toont het verloop van het inwonertal (bron: INSEE-tellingen).

1. ↑  Populations de référence 2022.